# Heart of the City
Heart of the City (deutsch etwa: „Im Herzen der Stadt“) ist ein Song des britischen Musikers Nick Lowe. Er wurde am 14. August 1976 auf der B-Seite der ersten Single auf dem Stiff Label veröffentlicht. Als A-Seite diente die Aufnahme So It Goes. Es war Lowes erste Solo-Single.
1978 wurde Heart of the City in den Niederlanden als Single-A-Seite veröffentlicht, gekoppelt mit dem Song I Don’t Want the Night to End.

## Entstehungsgeschichte

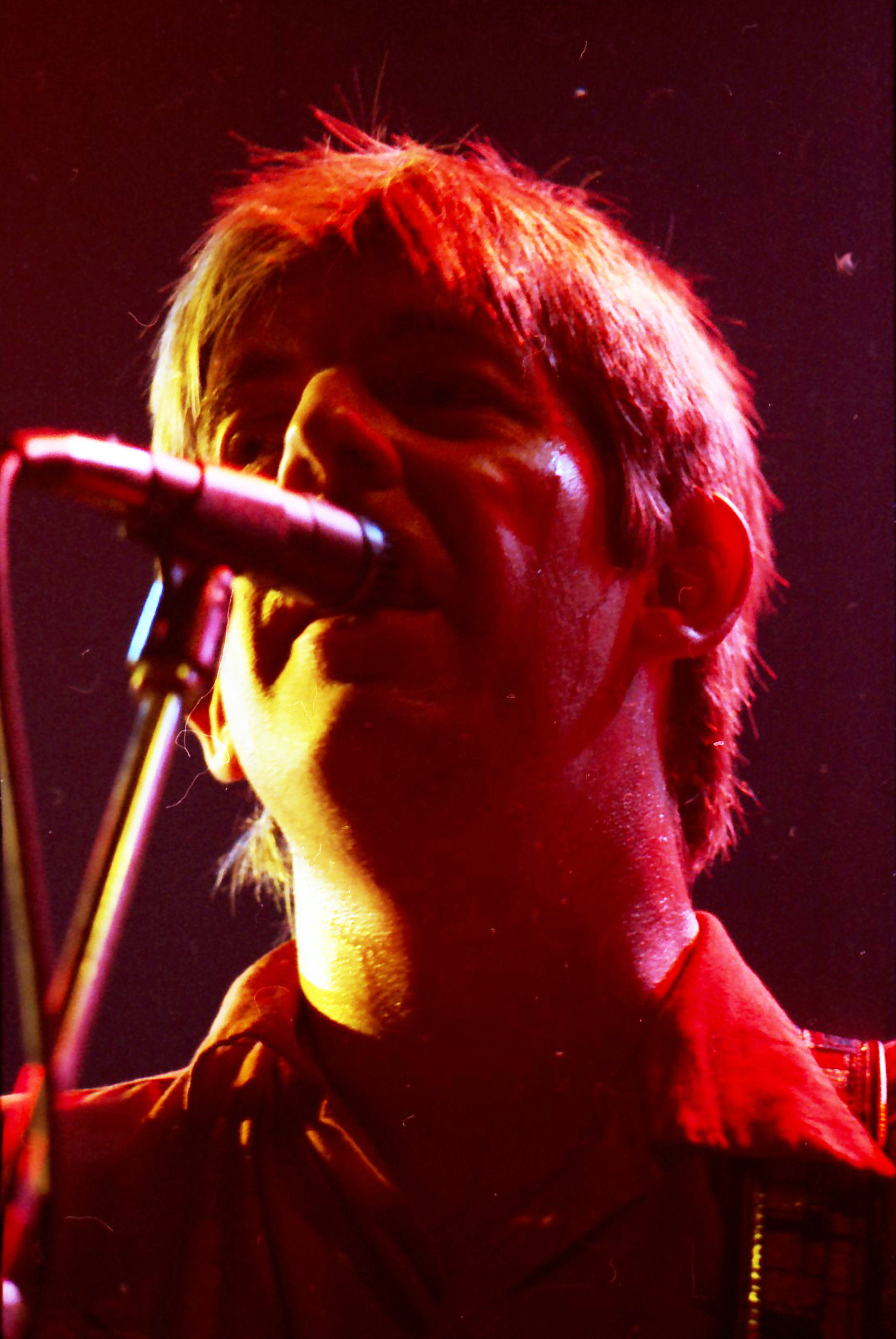
Nick Lowe (1980)

Stiff-Records-Gründer Dave Robinson und sein Partner, Nick Lowes Manager Jake Riviera, buchten für die Aufnahmen für 45 £ die Pathway Studios im Norden Londons. Hier nahm Nick Lowe nur mit Hilfe von Schlagzeuger Steve Goulding von der Band The Rumour zwei Songs auf, eben Heart of the City und So It Goes – eigentlich nur als Demos gedacht, aufgenommen in drei Stunden Studiozeit. Gitarre und Bass spielte Lowe selbst. Produzenten waren Lowe und Riviera gemeinsam, Toningenieur war Barry Farmer, der auch später auf vielen Stiff-Records-Labels- und -Covers mit seinem Spitznamen Bazza auftaucht. Die beiden Songs wurden als A- und B-Seite der Single veröffentlicht. Sie wurde „zwar kein Hit, weckte aber ein gewisses Interesse innerhalb der Branche“.
Die beiden Songs der Single gelten als Bindeglied zwischen der britischen Pub-Rock-Szene und dem Punk und New Wave. Richard Balls sieht Lowe „vor einer unaufgeregten Soundkulisse, die seinen unverwechselbaren Gesang und seine Rock’n’Roll-Gitarre aus den Fünfzigern zur Geltung kommen ließ.“

## Musik und Text

Label der niederländischen Single Heart of the City

Heart of the City kommt mit nur drei Akkorden (D, A, E) aus. In die Matrize wurde vor der Auslaufrille dementsprechend Three Chord Trick, yeh („Drei-Akkorde-Trick, yeah“) eingeritzt.
Der Text dreht sich um einen jungen Protagonisten, der vom Land in die Großstadt gekommen ist, in der er versucht, sich zurecht und Anschluss zu finden. Wolfgang Doebeling beschrieb die beiden Single-Seiten im Rolling Stone 2021 so:

„‚So It Goes‘ [war] ein patentes Stück Beat ohne viel Trad-Gepäck, doch war es die gehetzte Raserei auf der Rückseite, die mit ihrer absolut fettfreien Produktion Anlass zu schönen Hoffnungen gab. Nick ‚Basher‘ Lowe ist brünstig, kommt aber selten zum Zug. ‚Maybe I’m in with a chance‘, kalkuliert der Paarungswütige, ‚I hear a clickety-clack / There’s a girl, my Lord / I see her stop, check, turn and double back / I’m looking for a lover in the heart of the city.‘“

Bei Old Time Music interpretiert Lewis McConnell, der Song „beschäftigt sich mit dem Konzept einer städtischen Lebenswelt und der Suche nach persönlicher Entfaltung. Er präsentiert eine helle, geschäftige Stadtlandschaft als Hintergrund und lädt den Hörer ein, die Chance und die Möglichkeiten zu ergreifen, die sie bietet.“

## Rezeption
In der britischen Musikpresse wurden A- und B-Seite der Single wohlwollend beurteilt. Mindestens zwei Musikzeitschriften machten die B-Seite zum Record of the week, so der Melody Maker; Sounds erklärte die Single zur Star Single of the week, mit dem Hinweis, dass Heart of the City ein A1 smash sei. Heart of the City wurde in der Liste der besten Singles des Jahres von Sounds erwähnt. Wolfgang Doebeling setzte Heart of the City im April 2021 im Rolling Stone auf seiner Liste von „Songschätze[n], die man auf Single-B-Seiten entdecken konnte“ auf Platz neun. Schon im Jahr 1980 hatte Doebeling die Single (A- und B-Seite) in eine „Discographie: 200 Singles 1975–79“ aufgenommen. Bob Geldof setzte den Song 1977 auf Platz sieben seiner Star Choice in den Charts des Record Mirror,
Jon Savage hält die Single für „ein gutes Beispiel für Pub Rock am Wendepunkt. Nick Lowes »So it goes« war zynisch, aber »Heart of the City« war ein hyperaktiver Tribut an das Leben in der Stadt, der den Ramones viel verdankte.“
Coverversionen von Heart of the City gibt es unter anderem von Dave Edmunds, Dr. Feelgood und The Strypes.